# 경주 황룡사 구층목탑 금동찰주본기
경주 황룡사 구층목탑 금동찰주본기(慶州 皇龍寺 九層木塔 金銅刹柱本記)는 통일신라 경문왕 11년에 왕의 명에 의해 중심사찰이자 성전사원인 황룡사의 구층목탑을 중수하면서 기록한 자료이다. 대한민국 경주시의 국립경주박물관에서 소장하고 있다.
2015년 4월 22일 대한민국의 보물 제1870호로 지정되었다.

## 개요
황룡사찰주본기는 통일신라 경문왕 11년에 왕의 명에 의해 중심사찰이자 성전사원인 황룡사의 구층목탑을 중수하면서 기록한 실물자료로서, 구층목탑의 건립 과정과 중수 과정을 후대의 역사서(歷史書)가 아닌 중수 당시에 제작된 유물을 통해 생생히 전하고 있다는 점에서 중요한 의미를 지닌다. 이 본기는 박거물이 찬하고 요극일이 썼으며 이를 승려인 총혜와 조박사 연전이 전각한 것이다. 특히 황룡사 목탑 건립과 관련하여『삼국사기』나 『삼국유사』등 후대의 史書 기록과 상호 비교 검토가 가능하다는 점에서 이 찰주본기의 역사적·기록사적 위치는 중대하다고 하겠다. 금동사리함의 내외면에 쌍구체(雙鉤體)로 쓴 찰주본기는 9세기대에 주로 쓰였던 서체로 염거화상탑지(廉巨和尙塔誌)(844년), 창림사 무구정탑원기(昌林寺 無垢淨塔願記)(855년), 중화3년명사리기(中和 3年銘 舍利器)(883년)등과 더불어 이 시기 유행했던 탑지(塔誌)의 서술체계는 물론 서체 등을 이해할 수 있는 중요한 자료이다. 이외에도 사리장치 품목과 안치장소를 분명히 밝히고 있다는 점에서 고대 탑파의 사리장엄 의식 연구에도 소중한 자료를 제공하고, 사리함의 문비 내․외면에 선각된 신장상은 절대연대(872년)를 가진 유품으로 불교조각사 연구에 기준이 된다. 따라서 이 황룡사 금동사리함은 신라시대의 시대상을 오롯하게 담고 있는 역사적 유물로 국가지정문화재(보물)로 지정·보호할 가치가 충분하다고 판단된다.

## 같이 보기
- 황룡사

## 참고 자료
- 경주 황룡사 구층목탑 금동찰주본기 - 국가유산청 국가유산포털